# ČTV
A ČTV (vagy csehül: Česká televize; magyarul: CsTV vagy Cseh Televízió) a cseh közszolgálati televízió volt. 1990. szeptember 4-én indult el és 1992. december 31-én szűnt meg.
A televízió utódja Csehországban a ČT1 csatorna.

## Fordítás
Ez a szócikk részben vagy egészben  a(z)   ČTV című cseh Wikipédia-szócikk ezen változatának fordításán alapul.  Az eredeti cikk szerkesztőit annak laptörténete sorolja fel. Ez a jelzés csupán a megfogalmazás eredetét és a szerzői jogokat jelzi, nem szolgál a cikkben szereplő információk forrásmegjelöléseként.